# Marie-Élisabeth Joly
 (mars 2025).
Si vous disposez d'ouvrages ou d'articles de référence ou si vous connaissez des sites web de qualité traitant du thème abordé ici, merci de compléter l'article en donnant les références utiles à sa vérifiabilité et en les liant à la section « Notes et références ».
Pour les articles homonymes, voir Joly.
Marie Élisabeth Jolly ou Joly, dite Mlle Jolly ou Joly, est une actrice française du XVIIIe siècle, membre puis sociétaire de la Comédie-Française de 1781 à 1793. Elle est née le 8 avril 1761 à Versailles et est morte le 5 mai 1798 à Paris.
Sociétaire de la Comédie-Française avant sa fermeture en 1793, Marie Joly peut être considérée comme « une des vedettes les plus aimées du public » parisien de son époque.

## Biographie artistique

### Origines familiale et sociale
Marie Élisabeth Jol(l)y est née et a été baptisée en la paroisse Saint-Louis à Versailles le 8 avril 1761,,. Son père, Thomas Jolly, était alors marchand quincaillier à Paris. Avec son épouse Élisabeth Vivier, tous deux avaient été danseurs figurants à la Comédie-Française. Seul un frère de Marie Élisabeth Jol(l)y a été recensé : Jacques Charles Jolly.

### Résumé de carrière
Encouragée par Préville, Marie-Élisabeth Joly débute à la Comédie-Française dans les rôles de Dorine (Tartuffe) et de Lisette (Le Tuteur, Dancourt). Elle est engagée pour les soubrettes du répertoire, où elle montre de la grâce, du naturel et de la gaieté.
Sociétaire en 1783, la souplesse et la finesse de son talent lui permettent de passer des servantes de Molière à Agnès de L’École des femmes ou à Constance d'Inès de Castro d'Antonio Ferreira. Elle va même, en 1790, pour attirer à la Comédie un public qui s'en désintéresse, jusqu'à jouer Athalie, avec un grand succès.
Arrêtée en 1793, elle est relâchée quelques semaines plus tard sur l'intervention de Talma qui lui demande de jouer les soubrettes au théâtre de la République. En 1796, elle est dans la troupe de Mademoiselle Raucourt au théâtre Louvois, puis à l'Odéon. Atteinte de phtisie, elle paraît pour la dernière fois à l'Odéon en janvier 1798 dans une pièce de Sainte-Foix, L'Oracle, qu'elle interprète en compagnie de deux de ses filles.
Sa mort, à 37 ans, en plein succès, prive le théâtre d'une des vedettes les plus aimées du public et met fin à l'Association des comédiens français à l'Odéon, à nouveau déserté.

### Famille
Marie Élisabeth Joly se serait mariée le 7 Novembre 1785 avec Nicolas François Roland Fouquet-Dulomboy, officier de cavalerie, en l'église et paroisse Saint-Eustache,,,,. 
Le couple a eu cinq enfants,, un garçon et quatre filles. Les deux filles aînées, Marie-Antoinette (5 octobre 1779 - 31 janvier 1830) et Marie Françoise (19 décembre 1780 - 31 mars 1857), suivirent une carrière théâtrale, principalement en province. Alexis (3 décembre 1785 - 29 mai 1833) exerçait comme professeur de peinture à Falaise en 1831. Les deux derniers enfants ont été initialement mal identifiés, mais étaient présents - notamment le dernier alors âgé de dix mois - lors des obsèques de leur mère en 1798 à Saint-Quentin-de-la Roche (ancienne commune du Calvados),. 
Marie Élisabeth Joly et son époux ont vécu principalement à Paris. Ils ont été recensés comme suit : avant 1785, dans la paroisse Sainte-Eustache au domicile des parents de la comédienne, en 1785 au no 148 de la rue d'Enfer, vers 1794, au n° 689 de la rue Helvétius et enfin en 1798, au no 65 de cette même rue (actuelle rue Saint-Anne).
Marie-Élisabeth Joly est décédée de phtisie le 16 floréal an VI (5 mai 1798) à Paris. Elle a été inhumée le mois suivant le 15 prairial an VI (3 juin 1798) à Saint-Quentin-de-la-Roche (ancienne commune du Calvados) lors d'une solennelle cérémonie publique locale.

## Portrait

### Portraits littéraires
Son époux Nicolas Fouquet-Dulomboy l'a dépeinte dans l'exercice de son art :
« Un jour que dans une pièce allégorique l'on représentait cette muse de la Comédie, l'on fut tout à coup si absolument transporté de la réalité aux apparences, que l'on crut un instant que la déesse avait quitté le Parnasse pour embellir notre scène. La citoyenne Joly, douée d'un superbe organe, avait une figure fort agréable, un peu maigre, mais spirituelle, très mobile, très fine et très distinguée; sa chevelure d'un joli brun clair, sa taille assez haute, svelte et gracieuse, enfin, tout en elle au moral comme au physique, tout contribuait à produire dans ce rôle une illusion complète[source insuffisante]. »
Le journaliste marseillais puis homme de théâtre Alexandre Ricord, — dit encore Ricord l'aîné — a condensé les traits saillants, physiques et de caractère, de la comédienne : 
« Son physique était plus agréable que joli et ses yeux, d'une extrême vivacité, animaient la scène qu'elle n'oubliait jamais. Sa taille n'était pas grande et l'ensemble de sa personne avait plus d'élégance que de beauté. »
Son éphémère amant Fabre d'Églantine en a décliné entièrement avec passion le visage et ses expressions :
« La figure de Marie offre, au premier coup d’œil, un tout petit air chiffonné, un caractère de jeunesse, un ensemble piquant. L'esprit, la finesse, la mutinerie, la naïveté, la tendresse y dominent tour à tour; et telle en est la mobilité, que chacun de ses divers  caractères se peint à la fois et distinctement sur son visage à des yeux différents. Le tour de ce visage n'a rien de régulier, tantôt rond, tantôt aminci... Marie a le front noble, découvert, bien arrondi, d'une proportion juste, uni et bombé; par un seul trait il s'élargit vers les tempes, où ses cheveux naturellement échancrés, laissent à découvert des petits rameaux de pourpre. De ce front, la nature a légèrement approfondi un trait de physionomie, entre les sourcils et jusqu'au nez. Le pinceau ne peut pas tracer un nez d'une forme plus fine et mieux choisie : ni aquilin, ni retroussé il tient alternativement de ces deux formes, au gré de l'expression que lui donne Marie... Plutôt grande que petite, sa bouche est pure et merveille, sa lèvre inférieure a je ne sais quoi de boudeur qui disparaît au moindre sourire. Alors c'est la bouche de la gaieté, dont le caractère malin est surtout sensible de profil. »

### Portraits, sculptures, représentations graphiques et picturales
A ce jour, six oeuvres représentant l'actrice ont été dénombrées : quatre sont conservées à la Comédie-Française, deux autres dans des instituts ou musées nationaux ou régionaux.

#### Représentations conservées à la Comédie-Française
- portrait dessiné à la pierre noire, réalisé par Jacques-Antoine-Marie Lemoine en août 1785[27], dont l'authenticité est plus que contestée par Georges Monval qui l'attribue plutôt à l'actrice Marie-Anne Fleury[28] ;

- peinture à l'huile sur toile ovale (H.80-l.65) réalisée par Jacques-Louis dit Louis David[29], léguée au foyer de la Comédie-Française en 1866 par le sculpteur et caricaturiste Jean-Pierre Dantan[28] ;

- sculpture du buste en plâtre, réalisée par Jean-Antoine Houdon, exposée au Salon de l'an VII (1799)[30] ;

- médaillon représentant le tombeau de Mlle Joly réalisé en 1798 avec les cheveux de l'actrice[31].

#### Représentations conservées sur d'autres sites (Caen, Paris, Versailles)
- portrait estampé réduit en noir et blanc réalisé à partir de la gravure exécutée par Pierre Gabriel Langlois dit l'aîné dont des exemplaires sont conservés au musée de Normandie[32], à l'Institut national de l'histoire de l'art (INHA)[33] et dans les collections du château de Versailles (album Louis-Philippe)[34] ;

- représentation corporelle grandeur réelle de la comédienne - estimée très ressemblante - réalisée en bas-relief sur la face occidentale de son tombeau en pierre, sculptée par Jacques-Philippe Lesueur, exposée au Salon de l'an VIII[28]

## Postérité

### Attachement local et régional
En tant que 182e sociétaire, Marie Élisabeth Joly jouit d'une postérité artistique nationale officialisée par la Comédie-Française. Notable en Normandie, elle suscite toujours un vif attachement populaire - dans le Calvados en particulier - en raison de la monumentale sépulture, inscrite au titre de monument historique, érigée en sa mémoire sur le site du Mont-Joly à Soumont-Saint-Quentin,,.
Le tombeau de Marie Joly, similaire à la sépulture de Jean-Jacques Rousseau sur l'île des Peupliers à Ermenonville (Oise), a été réalisé en 1798 par le sculpteur Jacques-Philippe Lesueur,. 
La notoriété du mausolée honorant la comédienne parisienne, a mué progressivement le "joli mont" normand, dit alors la Roche, en "Mont-Jolly" puis "Mont Joly". D'autres lieux reprennent le nom de Joly telles que six voies dans les communes avoisinantes, une chapelle désaffectée[réf. nécessaire], et dans le cartorum local, un vieux lavoir aujourd'hui détruit, un inactif moulin et une ancienne auberge.

### Dynamique culturelle, touristique et associative
Les sites naturels remarquables du Mont-Joly et de la Brèche-au-Diable qui encadrent le tombeau, font l'objet d'une promotion culturelle et touristique, appropriée en Normandie, spécifique dans le Calvados[réf. nécessaire]. Localement, une association, veille aujourd'hui à la protection et à la mise en valeur des lieux et cultive également la mémoire et l'oeuvre de Marie Joly. Sont proposés dans ce cadre au public, promeneurs et touristes, des circuits de randonnée pédestre, la visite du tombeau et diverses animations thématiques,. Cette association ambitionne notamment de réinstaurer à la Pentecôte la traditionnelle fête du Mont-Joly qui a agrémenté le site de la fin du XIXe siècle jusque dans les années 1990.

## Bibliographie

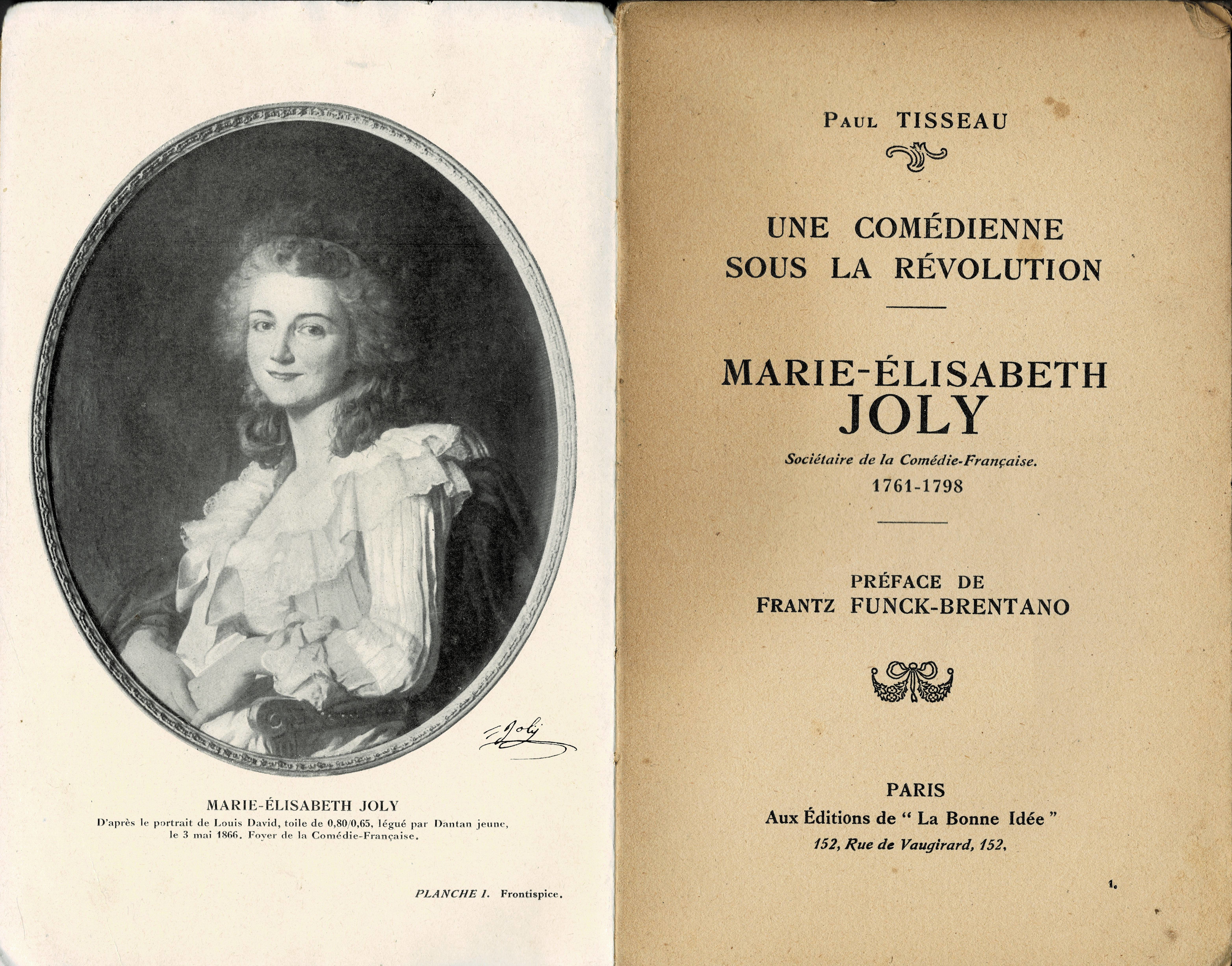
Frontispice de l'ouvrage de Paul Tisseau, 1928